# Scopula acutangula
Scopula acutangula là một loài bướm đêm trong họ Geometridae.